# Cecilio González-Domingo
Cecilio González Domingo (Rueda, 1846 - Salamanca, 1912), catedrático, arquitecto, ingeniero, editor y político.

## Bíografía
Fue Catedrático de la Universidad de Salamanca en la Facultad libre de Ciencias, también ejerció como Arquitecto realizando numerosos proyectos en Salamanca, Ingeniero, Presidente de la Diputación de Salamanca y Diputado a Cortes  (enlace roto disponible en Internet Archive; véase el historial, la primera versión y la última). en 1896, editor del periódico "El Fomento".

## Estilo arquitectónico
Proyectó numerosos edificios a finales del siglo XIX y principios del XX siendo su estilo el eclético pero dándole una elaboración personal.
En sus edificios emplea con frecuencia las puntas de diamante o modillones de rollo.

## Estilo Ecléctico
Destaca la Plaza de Toros de Salamanca, "La Glorieta", junto con el arquitecto Mariano Cardera y la planificación, proyecto y construcción de los "Hoteles de Mirat".
Otra obra importante es la Casa palacio sito en la esquina de la plaza del Mercado y Pozo Amarillo, hoy utilizado por el Patronato de la vivienda del Excmo Ayuntamiento de Salamanca. El interior lo terminó Joaquín Vargas por fallecimiento del autor. La característica principal es la de un mirador circular construido con hierro y cristal.
También destaca la Antigua sede de la Caja de Ahorros de Salamanca y la Reforma en 1894 del Teatro del Hospital (hoy Teatro Bretón).

## La arquitectura del color
De este estilo destaca el Edificio de la Calle Toro-Dean Polo Benito encargado por la terrateniente Carmen Muniz (1902) -hoy edificio ZARA-, también el edificio sito en la Calle Toro 1 lindero con la plaza mayor de Salamanca (1906) y el grupo de edificios de la calle Varillas 15 y 20 (1884) y 1888 respectivamente.
Asimismo es de reseltar los edificios en la Plaza del Mercado-bajada San Julián. Encargado por Manuel Madruga (1900); el Asilo de San Rafael en Salamanca y el Ateneo Salmantino.